# Ора (валюта)

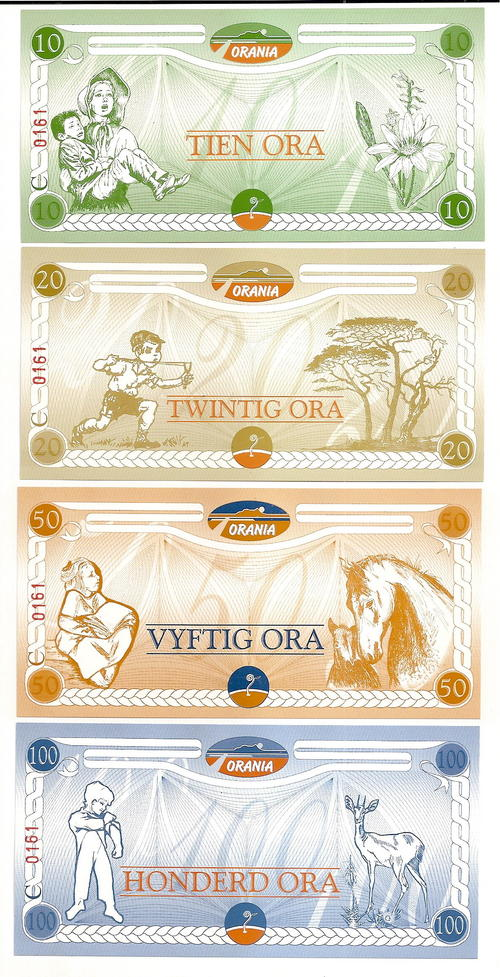
Банкноты 10, 20, 50 и 100 ора (1-й вариант)

Ора (африк. Ora) — денежная единица поселения Орания. Она была впервые выпущена в апреле 2004 года в качестве внутренней валюты для Орании, как часть стремления к самоопределению. Валюта не признаётся нигде за пределами Орании и не утверждена Резервным банком ЮАР. 
Название, напоминающее название города, где он циркулирует, происходит от латинского aurum, что означает «золото». 
Первые банкноты были выпущены, чтобы обеспечить Оранию внутреннюю валюту в рамках ее стремления к самоопределению. Идея Ора возникла в 2002 году, когда профессор Йохан ван Зил утверждал, что сообщество, стремящееся расширить свои возможности, должно иметь доступ к как можно большему количеству инструментов, включая собственную валюту. 
Она напечатана в купюрах достоинством 10, 20, 50 и 100 ора. Купюра достоинством 10 ора изображает историю африканеров (Рахель де Бир), 20 ора — искусство африканеров, 50 ора — культуру африканеров и купюра в 100 ора — изображает саму Оранию. Позднее выпущены слегка видоизменённые банкноты с тем же дизайном; добавлен новый номинал 200 ора. Каждая заметка также рекламирует местный бизнес. 
Помимо Орании, валюта также принимается в некоторых близлежащих городах. Чтобы поощрить его использование, некоторые магазины в Орании предлагают скидку 5% на товары, купленные в Ора. За инициативу отвечает местное банковское учреждение Orania Spaaren Kredietkoöperatief. 
Использование ора в качестве способа оплаты также препятствует воровству, поскольку его можно использовать только внутри Орании.  К 2011 году в обращении находились банкноты Oras на сумму от 400 000 до 580 000 рандов.  Новые банкноты печатаются каждые три года для замены изношенных в процессе использования.

### dOra
В мае 2021 года Орания выпустила первую реализацию так называемой dOra. dOra — это цифровая копия ора с дополнительными преимуществами, такими как электронные платежи. dOra не заменит физические банкноты, а дополнит уже существующие. Кроме того, в отличие от ора, у dOra нет срока годности. Orania Technology Group, местная ИТ-ассоциация, возглавляет разработку оцифровки ора.